# 榊原清長
榊原 清長（さかきばら きよなが、生年不詳 - 天文14年10月8日（1545年11月12日）））は、室町時代後期から戦国時代の武将。
榊原勝長の子。通称 孫十郎、七郎右衛門。子に榊原長政と榊原信次がいる。

## 略歴
伊勢国一志郡榊原より三河に移り、酒井忠尚に仕えた。天文14年10月8日（1545年11月12日）に死去。法名金忠。墓所は三河国隣松寺。